# Angustibacter
Angustibacter ist eine Gattung von Bakterien. Die Typusart, also die zuerst beschriebene Art der Gattung, ist A. luteus. Sie wurde im Jahr 2010 von Tomohiko Tamura und Mitarbeitern beschrieben. Die Arten benötigen Sauerstoff für den Stoffwechsel, A. luteus kann auch unter Sauerstoffausschluss (anaerob) leben.

## Merkmale
Die Kolonien von Angustibacter sind orange gefärbt. Sporen werden nicht gebildet. Die Murein-Schicht ist aus dem Peptidoglykan-Typ  A1 γ aufgebaut und enthält meso-Diaminopimelinsäure, Alanin und Glutaminsäure. Der Gram-Test verläuft positiv, Mykolsäuren sind aber nicht vorhanden. Die drei Arten Angustibacter aerolatus, A.  peucedani und A. speluncae sind durch Flagellen beweglich.

## Stoffwechsel und Wachstum
Die meisten Arten von Angustibacter wachsen nur in Gegenwart von Sauerstoff, also unter aeroben Bedingungen, eine Ausnahme ist A. luteus, der anaerob wachsen kann.
Angustibacter luteus toleriert relativ kühle Temperaturen von bis zu 5 °C.
Eine Denitrifikation, also die Verwendung von Nitrat (NO3−), wurde nicht beobachtet. Das wichtigste Menachinon ist MK-9(H4). Auch MK-8(H4), MK-9(H6), MK-7H(H2) und MK-6 können als Hauptmenachinon nachgewiesen werden.
Es folgt eine Tabelle mit einigen Merkmalen:
|                                      | Angustibacter aerolatus | Angustibacter luteus | Angustibacter peucedani | Angustibacter speluncae |
| ------------------------------------ | ----------------------- | -------------------- | ----------------------- | ----------------------- |
| Zellform                             | Stäbchen                | Kokken oder Stäbchen | Stäbchen                | Kokken oder Stäbchen    |
| beweglich                            | ja                      | nein                 | ja                      | ja                      |
| Zellgröße in μm                      | 0.9–1.2 × 1.5–1.8       | 0.3–0.5 × 0.3–2.0    | 0.4–0.8 × 0.9–1.4       | 0.7–0.9 × 1.3–1.6       |
| Temperatur, bei der Wachstum erfolgt | 10–37 °C                | 5–30 °C              | 10–37 °C                | 20–37 °C                |
| tolerierte pH-Werte                  | 6–8                     | 6–8                  | 6–11                    | 6–10                    |
| Wachstum unter anaeroben Bedingungen | nein                    | ja                   | nein                    | ja                      |

## Systematik
Die Gattung Angustibacter gehört zur Familie der Kineosporiaceae. Neben Angustibacter sind hier z. B. noch Kineosporia, Kineococcus, Pseudokineococcus, Thalassiella und Quadrisphaera vorhanden.
Angustibacter aerolatus, A. luteus und A. peucedani weisen innerhalb der 16S-Sequenz eine Ähnlichkeit von mehr als 98,4 % auf. A. speluncae befindet sich phylogenetisch außerhalb der drei Arten und weist eine Ähnlichkeit von 94,6–95,2 % auf. Die Art Thalassiella azotivora, welche von Lee und Mitarbeitern 2016 vorgeschlagen und 2017 validiert wurde, weist 95,1–96,1 % Ähnlichkeit mit den vier Arten der Gattung Angustibacter auf. Die Arten der Gattung Angustibacter weisen weniger als 95,0 % Ähnlichkeit mit anderen Arten der Familie Kineosporiaceae auf.
Es folgt eine Liste der Arten (Stand März 2025):
- Angustibacter aerolatus
- Angustibacter luteus
- Angustibacter peucedani
- Angustibacter speluncae

## Ökologie
Derzeit sind alle vier Arten von der Jeju-Insel und der Mara-Insel von Südkorea sowie der japanischen Insel Rishiri getrennt. Die Salztoleranz ist insgesamt gering. A. luteus wurde aus Laubwaldboden auf der Insel Rishiri isoliert. A. aerolatus wurde aus einer Luftprobe isoliert, die auf der Insel Jeju genommen wurde. Da die Erstbeschreibung aus einer Probenahme der freien Luft stammt, ist es anzunehmen, dass diese Art weit verbreitet ist.
A. peucedani wurde aus einem lehmigen Sandboden isoliert, der an einer Wurzel einer Pflanze (Peucedanum japonicum) haftete, die auf der Insel Mara gesammelt wurde. A. speluncae wurde aus Teilen von Stalaktiten in der Yongcheon-Höhle in Jeju isoliert.
Angustibacter luteus zählt zu denjenigen Actinomyceten, die eine aktive Rolle bei der Phosphat-Solubilisierung im Boden spielen. Hierbei wird unlöslicher, mineralischer Phosphat in ionische Formen umgewandelt und somit für Nutzpflanzen aufnehmbar ist. Andere Actinomyceten, die Phosphor aus dem Boden lösen sind z. B. Micromonospora sp., Nocardia sp., Thermoactinomycetes sp. und Microbacterium yannicii.
Die Actinomyceten zeigen eine bessere Toleranz gegenüber extremen Umweltbedingungen wie Trockenheit und Temperatur als viele andere Bodenmikroben. Von daher sind sie von Interesse in der Agrarwissenschaft.

## Genutzte Literatur
- Tomohiko Tamura: Angustibacter (2020) In: Bergey's Manual of Systematics of Archaea and Bacteria. 1. Auflage. Wiley, 2015, ISBN 978-1-118-96060-8, doi:10.1002/9781118960608.gbm01753 (wiley.com [abgerufen am 4. März 2025]).